# Trust Me (serie televisiva 2009)
Trust Me è una serie televisiva statunitense andata in onda nel 2009, trasmessa dal network TNT.
La serie è stata cancellata a causa dei bassi ascolti dopo una sola stagione.

## Trama
Mason McGuire (Eric McCormack) e Conner (Tom Cavanagh) sono colleghi di lavoro molto diversi tra loro ma guidano insieme una delle principali agenzie pubblicitarie di Chicago. Vanno d'accordo finché Mason viene promosso direttore creativo e questo mette alla prova sia il loro rapporto professionale che la loro amicizia.

## Episodi
| Stagione       | Episodi | Prima TV originale | Prima TV Italia |
| -------------- | ------- | ------------------ | --------------- |
| Prima stagione | 13      | 2009               | 2009            |